# Luigi Mazza
Luigi Mazza (...) è un politico sammarinese.
Ha ricoperto la carica di Capitano Reggente da ottobre 1997 ad aprile 1998 in coppia con Marino Zanotti.
È esponente del Partito Democratico Cristiano Sammarinese.